# Challenge Trophy 1999
De Challenge Trophy 1999 was het 77e seizoen van Canada's nationale mannenvoetbalbeker voor amateurclubs. De bekercompetitie tussen provinciale kampioenen (of bekerwinnaars) vond plaats van woensdag 6 oktober tot en met maandag 11 oktober 1999 in Chilliwack (Brits-Columbia).

## Deelnemende teams
Alle tien de Canadese provincies vaardigden een team af om deel te nemen aan het Challenge Trophy-seizoen van 1999. Het betrof:
| Provincie            | Team                     | Plaats                   |
| -------------------- | ------------------------ | ------------------------ |
| Alberta              | Calgary Celtic           | Calgary                  |
| Brits-Columbia       | Coquitlam Metro Ford SC  | Coquitlam                |
| Manitoba             | Winnipeg Lucania SC      | Winnipeg                 |
| New Brunswick        | Moncton Rovers           | Moncton                  |
| Newfoundland         | St. Lawrence Laurentians | St. Lawrence             |
| Nova Scotia          | Halifax Dunbrack         | Halifax                  |
| Ontario              | Woodbridge Sora Lazio    | Woodbridge (Vaughan)     |
| Prince Edward Island | Sherwood Parkdale        | Sherwood (Charlottetown) |
| Québec               | FC Sélect Rive-Sud       | Longueuil                |
| Saskatchewan         | Saskatoon PFG Supra      | Saskatoon                |

## Format
De tien gekwalificeerde teams werden voor de groepsfase onderverdeeld in twee poules bestaande uit vijf teams. Iedere ploeg speelde in de groepsfase eenmaal tegen de vier andere ploegen in hun poule om zo tot een klassement te komen.
In de daaropvolgende eindfase speelde ieder team tegen het elftal dat in de andere poule op dezelfde plaats geëindigd was. De twee groepswinnaars speelden dus tegen elkaar voor de eindwinst. De twee als tweede geëindigde teams speelden voor de derde plaats (bronzen medaille), de twee als derde geëindigde teams speelden een match om de vijfde plaats enzovoort.

## Groepsfase

### Poule 1
| Datum      |                       | Uitslag |                     |
| ---------- | --------------------- | ------- | ------------------- |
| 6 oktober  | Woodbridge Sora Lazio | 2–0     | Moncton Rovers      |
| 6 oktober  | Calgary Celtic        | 1–0     | Halifax Dunbrack    |
| 7 oktober  | Woodbridge Sora Lazio | 0–3     | Winnipeg Lucania SC |
| 7 oktober  | Calgary Celtic        | 4–1     | Moncton Rovers      |
| 8 oktober  | Woodbridge Sora Lazio | 1–3     | Calgary Celtic      |
| 8 oktober  | Halifax Dunbrack      | 4–4     | Winnipeg Lucania SC |
| 9 oktober  | Moncton Rovers        | 0–3     | Winnipeg Lucania SC |
| 9 oktober  | Woodbridge Sora Lazio | 0–4     | Halifax Dunbrack    |
| 10 oktober | Halifax Dunbrack      | 9–0     | Moncton Rovers      |
| 10 oktober | Calgary Celtic        | 5–1     | Winnipeg Lucania SC |

|    | Pos | Team                  | Wed | W | G | V | DV | DT | +/− | Ptn |
| -- | --- | --------------------- | --- | - | - | - | -- | -- | --- | --- |
| F  | 1.  | Calgary Celtic        | 4   | 4 | 0 | 0 | 13 | 3  | +10 | 12  |
| M3 | 2.  | Halifax Dunbrack      | 4   | 2 | 1 | 1 | 17 | 5  | +12 | 7   |
| M5 | 3.  | Winnipeg Lucania SC   | 4   | 2 | 1 | 1 | 11 | 9  | +2  | 7   |
| M7 | 4.  | Woodbridge Sora Lazio | 4   | 1 | 0 | 3 | 3  | 10 | -7  | 3   |
| M9 | 5.  | Moncton Rovers        | 4   | 0 | 0 | 4 | 1  | 18 | -17 | 0   |

### Poule 2
| Datum      |                          | Uitslag |                          |
| ---------- | ------------------------ | ------- | ------------------------ |
| 6 oktober  | FC Sélect Rive-Sud       | 2–1     | Saskatoon PFG Supra      |
| 6 oktober  | Coquitlam Metro Ford SC  | 5–0     | St. Lawrence Laurentians |
| 7 oktober  | FC Sélect Rive-Sud       | 0–0     | Sherwood Parkdale        |
| 7 oktober  | Coquitlam Metro Ford SC  | 6–0     | Saskatoon PFG Supra      |
| 8 oktober  | St. Lawrence Laurentians | 1–1     | Sherwood Parkdale        |
| 8 oktober  | FC Sélect Rive-Sud       | 0–7     | Coquitlam Metro Ford SC  |
| 9 oktober  | FC Sélect Rive-Sud       | 2–4     | St. Lawrence Laurentians |
| 9 oktober  | Saskatoon PFG Supra      | 3–2     | Sherwood Parkdale        |
| 10 oktober | Coquitlam Metro Ford SC  | 1–0     | Sherwood Parkdale        |
| 10 oktober | St. Lawrence Laurentians | 4–0     | Saskatoon PFG Supra      |

|    | Nr. | Club                     | GS | W | G | V | DV | DT | DS  | PTN |
| -- | --- | ------------------------ | -- | - | - | - | -- | -- | --- | --- |
| F  | 1.  | Coquitlam Metro Ford SC  | 4  | 4 | 0 | 0 | 19 | 0  | +19 | 12  |
| M3 | 2.  | St. Lawrence Laurentians | 4  | 2 | 1 | 1 | 9  | 8  | +1  | 7   |
| M5 | 3.  | FC Sélect Rive-Sud       | 4  | 1 | 1 | 2 | 4  | 12 | -8  | 4   |
| M7 | 4.  | Saskatoon PFG Supra      | 4  | 1 | 0 | 3 | 4  | 14 | -10 | 3   |
| M9 | 5.  | Sherwood Parkdale        | 4  | 0 | 2 | 2 | 3  | 5  | -2  | 2   |

## Eindronde
De volledige eindronde werd afgewerkt op maandag 11 oktober 1999. De matchen werden net zoals die in de groepsfase afgewerkt in Chilliwack (Brits-Columbia), waar het toernooi voor het eerst plaatsvond.
In de finale troffen met Calgary Celtic en Coquitlam Metro Ford SC twee teams met een perfect parcours in de groepsfase elkaar. Calgary won met het kleinste verschil en haalde zo de vijfde Challenge Trophy-eindoverwinning voor de provincie Alberta binnen. De bronzen medaille ging naar de St. Lawrence Laurentians uit Newfoundland.
| Wedstrijd     |                          | Uitslag  |                       |
| ------------- | ------------------------ | -------- | --------------------- |
| Finale        | Coquitlam Metro Ford SC  | 0–1      | Calgary Celtic        |
| Bronzen match | St. Lawrence Laurentians | 3–3 (p.) | Halifax Dunbrack      |
| Plaats 5      | FC Sélect Rive-Sud       | 1–2      | Winnipeg Lucania SC   |
| Plaats 7      | Saskatoon PFG Supra      | 1–9      | Woodbridge Sora Lazio |
| Plaats 9      | Sherwood Parkdale        | 5–2      | Moncton Rovers        |

### Eindstand
1. Calgary Celtic (AB)
2. Coquitlam Metro Ford SC (BC)
3. St. Lawrence Laurentians (NL)
4. Halifax Dunbrack (NS)
5. Winnipeg Lucania SC (MB)
6. FC Sélect Rive-Sud (QC)
7. Woodbridge Sora Lazio (ON)
8. Saskatoon PFG Supra (SK)
9. Sherwood Parkdale (PE)
10. Moncton Rovers (NB)